# アニゲー☆イレブン!
『アニゲー☆イレブン!』は、2015年10月8日からBS11で放送しているアニメ・ゲームなどのエンタメをテーマとした情報番組。

## 概要
声優やアーティストといったアニメ・ゲームなどのエンタメ業界で活躍するゲストを招いてのトークパートと、イベントのレポートやインタビューを伝えるコーナーの「アニゲーリコメンド!」（当初は「ピックアップイレブン!」）の2つを中心に構成されている。取り扱うジャンルはアニメ・ゲームのほか、漫画・ライトノベル・アニメソング・コスプレなど多岐にわたる。
収録はクロマキー合成（グリーンバック）のスタジオにセットを置いて行われている。スタジオのCGはMCが交代するとリニューアルされる。基本的にはスタジオでの収録だが、MCの交代時などの節目の放送回ではレジャー施設や飲食店などでロケを行うことがあるほか、公開収録が行われたこともある。
シカをモデルにした番組キャラクターの「ジェしか」（声 - 葉山いくみ）がおり、エンディングコーナーを中心にMCの声優とも直接トークを行う。ジェしか役の葉山は番組全体のナレーターも務めている。
BS11全体のアニメを中心とした番組の宣伝を兼ねている関係で、番組内で特集されるアニメ作品は、原則として同局で放送されるものに限られている。ただし、アニメ作品ではなく声優などのゲスト本人を特集する放送回では、まれに他のBS放送局で放送されている番組が紹介されることもある。
BS11の公式ウェブサイトにある番組ページには「番組へのメッセージ」という視聴者向けの投稿フォームがあり、番組関係者も読んでいることが第22回のオープニングで話題となった。
2018年4月より、放送日が月曜日の同時刻に移動。2019年7月には金曜日の22時台に再度移動し、2023年4月からは放送時間がこれまでで最も早い20時台の放送になった。放送開始当初から年末年始を中心に、BS11の番組編成の都合で放送が休止となる週があるが、金曜日20時台の放送となってからは年末年始以外にも休止となる週が生じている。また、まれに別の日時に振り替えて放送するケースもある（休止・振替の前週の放送回では、番組最後の提供バックでその旨が告知される）。
2017年秋以降の改編期には、BS11の新作アニメを紹介する『アニナビ☆イレブン!』が派生番組として放送されている。こちらにはMCの声優は出演せず、ジェしかが単独で進行する。

## 歴代MC
- 久保ユリカ（2015年10月 - 2018年3月）
- Lynn（2018年4月 - 2020年3月）[2][3]
- 和氣あず未（2020年4月 - 2023年9月）[5][6]
  - 髙橋ミナミ（2022年9月30日）※和氣が休演のため代打MC[注釈 2]
- 前田佳織里（2023年10月 - ）[7][8][9][10]
  - 牧野由依、和泉風花（2024年3月8日・15日）※前田が休演のため代打MC[注釈 2]

## 番組内容
番組はMCによるオープニングトーク、ゲストとのトークパート（前半）、アニゲーリコメンド!（当初は「ピックアップイレブン!」）、ゲストとのトークパート（後半）、ゲストが出演するアニメ作品や商品の紹介、エンディングトークの順に進行する。
BS11+（当初はBS11オンデマンド）で見逃し配信が行われるようになってからは、番組の最後にMCによる告知映像が流されるようになった（当初はエンディングトーク内でのテロップのみ）。

### 久保ユリカ時代
「ピックアップイレブン!」では、2017年9月よりミニ四駆が趣味の徳井青空による「カッ飛べ!オレのミニ四駆」というコーナーが月一回程度放送されていた。

#### トークパート（久保ユリカ時代）
当初はゲストが登場した際に、ゲストが好むお菓子が紹介されていた（かつてTBS系列で放送されていた『はなまるマーケット』のゲストコーナー「はなまるカフェ」における「今週のおめざ」のようなもの）。
- 解剖!ユリカルテ

久保が医師に扮してゲストとトークをし、診断する。毎回コーナーの最後に病名（診断結果）を発表する。2017年12月28日放送分で終了。
- ランキングイレブン

アニメ・ゲーム・漫画などを売上などからランキング形式でトップ11から紹介するコーナー。2016年10月頃から放送されなくなった。
- 久保哀楽

視聴者からのアニメやゲームに纏わる川柳を一つ紹介する。
- 解決!ユリカデカ

2018年1月11日より開始。「解剖!ユリカルテ」の後継企画。ゲストを取り調べて、コーナーの最後に罪名を発表する。
- エンディングコーナー

久保がゲストの夢を聞き、それをイラストにして紹介する。久保が即興で描く癖のあるイラストには、時折ジェしかが評価に窮することがあった（ゲストが同様の反応をすることもあった）。

##### ゲスト一覧（久保ユリカ時代）
- 2015年12月31日はアニメ特番のため休止。

### Lynn時代

#### トークパート（Lynn時代）
- シスターLynnの星の導きをあなたに

占い師に扮したLynnが、タロットカードに書かれたテーマをもとにゲストとトークを展開する。最後にLynnが星座を1つ選び、ゲストを占ってコーナーを締める。
- ハイテンションフリーダムアンサー!!

視聴者から投稿された相談事に、Lynnが大声でアドバイスを送る。
- エンディングコーナー

エンディングではLynnがジェしかと共に収録を振り返り、締めに即興のポエムを披露していた。

##### ゲスト一覧（Lynn時代）
- 12月31日は「ANIME+」2018 - 2019年跨ぎスペシャル放送のため休止。

### 和氣あず未時代

#### トークパート（和氣あず未時代）
トークパートのゲストは、和氣の合図でCGのプレゼントボックスが回転しながら現れ、ボックスが開くと共に登場する。ただし、ゲストが2名以上の場合はプレゼントボックスの演出がなく、すぐに自己紹介を始めていた。
この時代からトークパートのコーナー名がなくなり、特に設定もなく普通にトークが進められている。

##### ゲスト一覧（和氣あず未時代）
- 1月1日、12月31日は特別番組のため放送休止。

- 12月30日は特別番組のため放送休止。

- 8月4日・11日、9月8日は特別番組のため放送休止。

### 前田佳織里時代
MCの前田は架空の国「まえだーランド」の国王、トークパートのゲストは前田の魔法によって召喚されるという設定で、ゲストはCGの扉が開くと共に登場する。
この時代より、「ピックアップイレブン!」が「アニゲーリコメンド!」に改称され、番組前半のトークパートの間に挟まる形に構成が変更された。

#### トークパート（前田佳織里時代）

##### ゲスト一覧（前田佳織里時代）
- 3月29日、5月31日、8月16日は特番のため放送休止。

- 1月3日は特番のため放送休止。

## 放送・配信
| 放送期間                      | 放送時間               | 放送局 | 対象地域 | 備考                                        |
| ----------------------------- | ---------------------- | ------ | -------- | ------------------------------------------- |
| 2015年10月8日 - 2018年3月29日 | 木曜 23:30 - 金曜 0:00 | BS11   | 日本全域 | BS放送 「BS11+」にて2週間の見逃し配信も実施 |
| 2018年4月2日 - 2019年6月24日  | 月曜 23:30 - 火曜 0:00 | BS11   | 日本全域 | BS放送 「BS11+」にて2週間の見逃し配信も実施 |
| 2019年7月5日 - 2023年3月31日  | 金曜 22:30 - 23:00     | BS11   | 日本全域 | BS放送 「BS11+」にて2週間の見逃し配信も実施 |
| 2023年4月7日 -                | 金曜 20:30 - 20:58     | BS11   | 日本全域 | BS放送 「BS11+」にて2週間の見逃し配信も実施 |

かつては海外でもDaisuki.netを通じて配信されていたが、同サイトは2017年10月にサービスを終了している。

## 番組スタッフ
放送開始当初は出演者以外の個人のスタッフ（プロデューサーなど）もクレジットされていたが、2024年現在はクレジットがなくなっている。以下に記載している個人のスタッフは、クレジットがあった当時のものである。
また、個人のスタッフのクレジットがあった頃、法人については「株式会社」などの法人格も記載されていた。
- 構成 - 堀内かずとし、杉の雄基（途中まで）、ふくひろ
- リサーチ - 岡田たろう
- 音楽協力 - 時期により異なる（エンディングテーマの提供元が記載される）
- 技術協力 - クロステレビビジョン、デジデリック、日本テレビアート
- AD - 横山史穂 → 安東理沙（BS11）
- FD - 日馬太郎
- 制作プロデューサー - 寺坂晃一
- 協力プロデューサー - 川上晋一
- ディレクター - 坂巻侯司、鈴木立樹、早川義城、武田和之
- AP - 多田祐一（BS11）、水上明子（BS11）
- プロデューサー - 大和田智之（BS11）、伊藤真広
- 制作協力 - クレアボイス、アーツビジョン → 東京俳優生活協同組合 → アミューズ、スクワイア、ジノン、トランジスタ、エーツー（途中まで）、バードハウス
- 制作会社 - アナロジカル
- 制作著作 - BS11